# Karl Schranz
Karl Schranz (ur. 18 listopada 1938 w Sankt Anton am Arlberg) – austriacki narciarz alpejski, wicemistrz olimpijski, sześciokrotny medalista mistrzostw świata oraz dwukrotny zdobywca Pucharu Świata.

## Kariera
Pierwszy sukces w karierze Karl Schranz osiągnął w 1957 roku, kiedy zwyciężył w zjeździe i kombinacji podczas zawodów Arlberg Kandahar w Chamonix. Wyniki te powtórzył rok później, wygrywając ponadto w slalomie w Sankt Anton. W tym samym roku został również mistrzem Austrii zjeździe, gigancie oraz kombinacji. Kolejne zwycięstwa osiągnął w 1959 roku, wygrywając zjazd i kombinację na zawodach Arlberg Kandahar w Garmisch-Partenkirchen, zjazd na zawodach Lauberhornrennen w Wengen oraz zjazd, giganta i kombinację podczas zawodów 3-Tre w Madonna di Campiglio.
W 1960 roku brał udział w igrzyskach olimpijskich w Squaw Valley, zajmując siódme miejsce w zjeździe i gigancie. Pierwsze medale wywalczył na rozgrywanych dwa lata później mistrzostwach świata w Chamonix. Najpierw zajął czwarte miejsce w slalomie, przegrywając walkę o podium ze swym rodakiem, Gerhardem Nenningiem o 0,03 sekundy. Następnie zajął drugie miejsce w gigancie, rozdzielając na podium dwóch kolejnych Austriaków: Egona Zimmermanna i Martina Burgera. W dwóch ostatnich konkurencjach, zjeździe i kombinacji, Schranz okazał się najlepszy. Swój jedyny medal olimpijski wywalczył na igrzyskach olimpijskich w Innsbrucku w 1964 roku, gdzie był drugi w gigancie. Wyprzedził go tylko Francuz François Bonlieu, który był szybszy o 0,38 sekundy. Na tej samej imprezie był też jedenasty w zjeździe, a w slalomie zajął 24. miejsce. Kolejny medal wywalczył na mistrzostwach świata w Portillo w 1966 roku, zajmując trzecie miejsce w gigancie. W zawodach tych wyprzedzili go tylko Francuzi: Guy Périllat i Georges Mauduit.

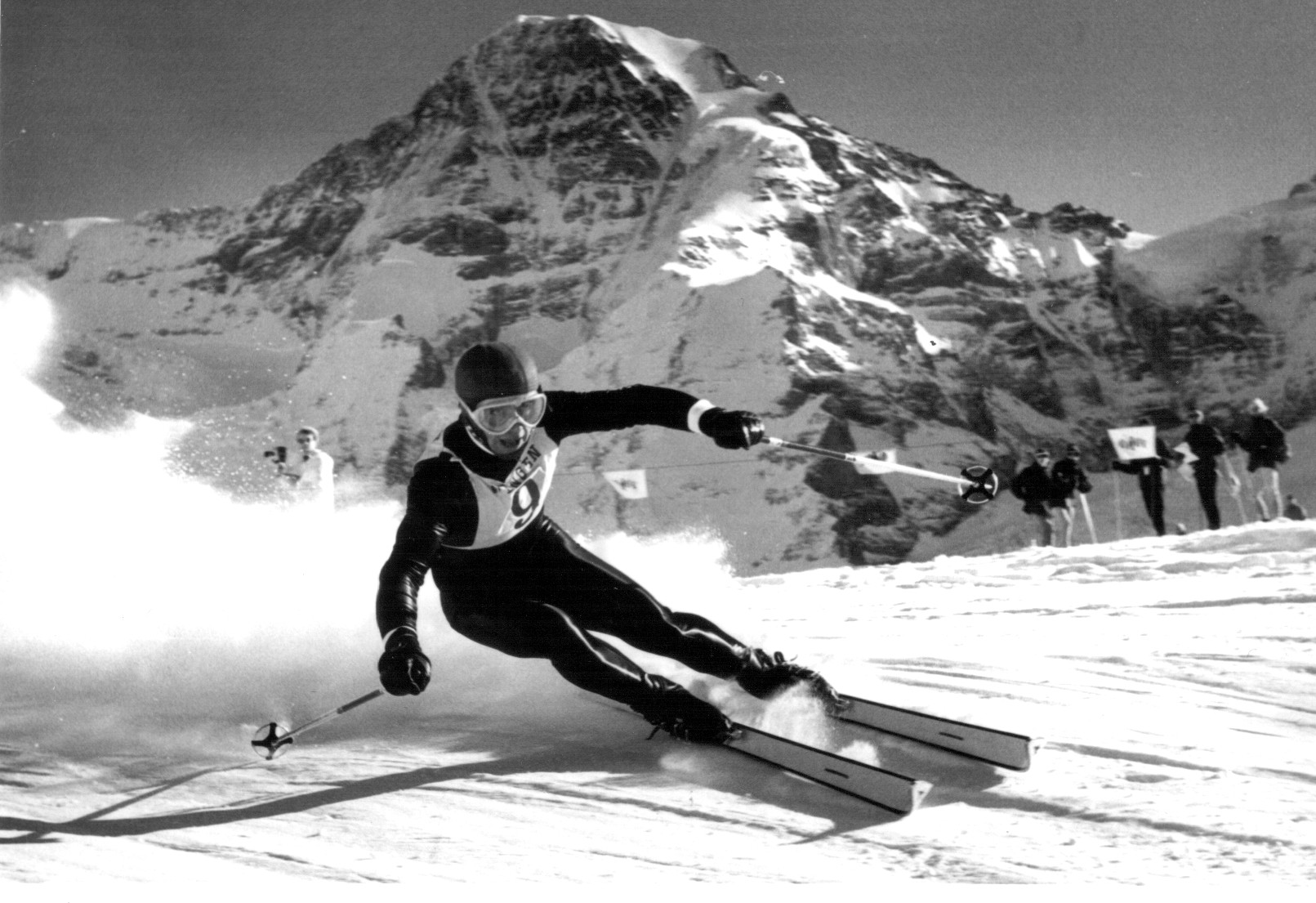
Schranz na trasie Lauberhorn, 1966

Debiut w zawodach Pucharu Świata zanotował 5 stycznia 1967 roku w Berchtesgaden, zajmując siódme miejsce w slalomie. Tym samym już w swoim debiucie zdobył pierwsze pucharowe punkty. Były to równocześnie pierwsze w historii zawody tego cyklu. Trzy tygodnie później wywalczył pierwsze pucharowe podium, zajmując trzecie miejsce w slalomie, za dwoma rodakami: Périllatem i Jean-Claude’em Killym. W większości swoich startów w sezonie 1966/1967 plasował się w czołowej dziesiątce, jednak na podium już nie stanął. W klasyfikacji generalnej zajął ostatecznie siódme miejsce. Podobne wyniki osiągnął w sezonie 1967/1968, który ukończył na ósmej pozycji. Na podium stanął tylko raz, 16 stycznia 1968 roku w Wengen, zajmując drugie miejsce w zjeździe. W tym samym sezonie zajął też trzecie miejsce w klasyfikacji zjazdu, plasując się za Nenningiem i Killym. W lutym 1968 roku wystąpił na igrzyskach olimpijskich w Grenoble, jednak nie zdobył medalu. W zjeździe był piąty, w gigancie szósty, a w slalomie nie awansował do finału.
Największe sukcesy w Pucharze Świata osiągał w sezonach 1968/1969 i 1969/1970, kiedy zdobywał Kryształową Kulę za zwycięstwo w klasyfikacji generalnej. W tym czasie piętnaście razy stawał na podium, odnosząc przy tym dziewięć zwycięstw: 12 grudnia 1968 roku w Val d’Isère, 15 marca 1969 roku w Mont-Sainte-Anne, 5 stycznia w Adelboden i 10 lutego 1970 roku w Val Gardena wygrywał giganty, a 11 stycznia 1969 roku w Wengen, 18 stycznia 1969 roku w Kitzbühel, 1 lutego 1969 roku w St. Anton, 23 stycznia 1970 roku w Megève oraz 1 lutego 1970 roku w Garmisch-Partenkirchen był najlepszy w biegu zjazdowym. Wyniki te dały mu dwukrotne zwycięstwo w klasyfikacji zjazdu oraz zwycięstwo w klasyfikacji giganta w sezonie 1968/1969. W 1970 roku startował na mistrzostwach świata w Val Gardena, gdzie zdobył swój ostatni medal na międzynarodowej imprezie. Zwyciężył tam w slalomie gigancie, wyprzedzając bezpośrednio swego rodaka Wernera Bleinera oraz Dumenga Giovanolego ze Szwajcarii. Na tych samych mistrzostwach nie ukończył slalomu, a w zjeździe zajął czwarte miejsce, przegrywając walkę o podium z Australijczykiem Malcolmem Milne’em.
W sezonie 1970/1971 na podium stanął dwa razy, nie odnosząc żadnego zwycięstwa. Po raz pierwszy w karierze uplasował się poza czołową dziesiątką klasyfikacji generalnej, zajmując jedenaste miejsce. Lepiej zaprezentował się w kolejnym sezonie, w którym trzykrotnie zwyciężał w zawodach pucharowych: 12 grudnia 1971 roku w Val d’Isère oraz 14 i 15 stycznia 1972 roku w Kitzbühel był najlepszy w zjazdach. Dało mu to ósme miejsce w klasyfikacji generalnej oraz drugie miejsce w klasyfikacji zjazdu, w której lepszy był jedynie Szwajcar Bernhard Russi. Austriak miał wystartować także w igrzyskach olimpijskich w Sapporo w 1972 roku jako jeden z faworytów. Niedługo przed rozpoczęciem imprezy ówczesny prezydent Międzynarodowego Komitetu Olimpijskiego Avery Brundage odmówił mu prawa startu, uznając go za profesjonalistę. Zgodnie z ówczesnymi przepisami każdy sportowiec, który podpisał kontrakt sponsorski, był automatycznie uznawany za zawodowca. Jeszcze w 1972 roku Schranz zakończył karierę.
W latach 1966, 1969 i 1970 otrzymywał nagrodę Skieur d’Or, przyznawaną przez Międzynarodowe Stowarzyszenie Dziennikarzy Narciarskich. W latach 1959, 1962 i 1970 był wybierany sportowcem roku w Austrii. Ponadto w 1980 roku otrzymał także Odznakę Honorową za Zasługi dla Republiki Austrii. Łącznie jedenaście razy zdobywał mistrzostwo kraju, w tym w zjeździe w latach 1958, 1963, 1965 i 1968, w slalomie w latach 1962 i 1963, gigancie w latach 1958 i 1966 oraz kombinacji w latach 1958, 1962 i 1968.
Poza tym Schranz był również kilkukrotnie najlepszy w zawodach Arlberg Kandahar: w 1962 roku w Sestriere i 1965 roku w St. Anton wygrał zjazd i kombinację, a w 1970 roku w Garmisch-Partenkirchen i 1972 roku w Kitzbühel wygrywał zjazd. Czterokrotnie triumfował w zawodach Hahnenkammrennen w Kitzbühel: w latach 1966, 1969 i 1972 był najlepszy w zjeździe, a w 1966 roku wygrał także kombinację. W latach 1968–1969 wygrywał slalom i kombinację w ramach zawodów Critérium de la première neige w Val d’Isère, a w 1972 roku na tych samych zawodach był najlepszy w zjeździe. Sześciokrotnie zwyciężał w zawodach Lauberhornrennen w szwajcarskim Wengen: w latach 1959, 1963, 1966 i 1969 wygrywał zjazd, a w latach 1965–1966 był najlepszy w kombinacji.
Po zakończeniu kariery osiadł w St. Anton, gdzie prowadził hotel. Pomagał zorganizować rozgrywane w tej miejscowości Mistrzostwa Świata w Narciarstwie Alpejskim 2001.

## Osiągnięcia

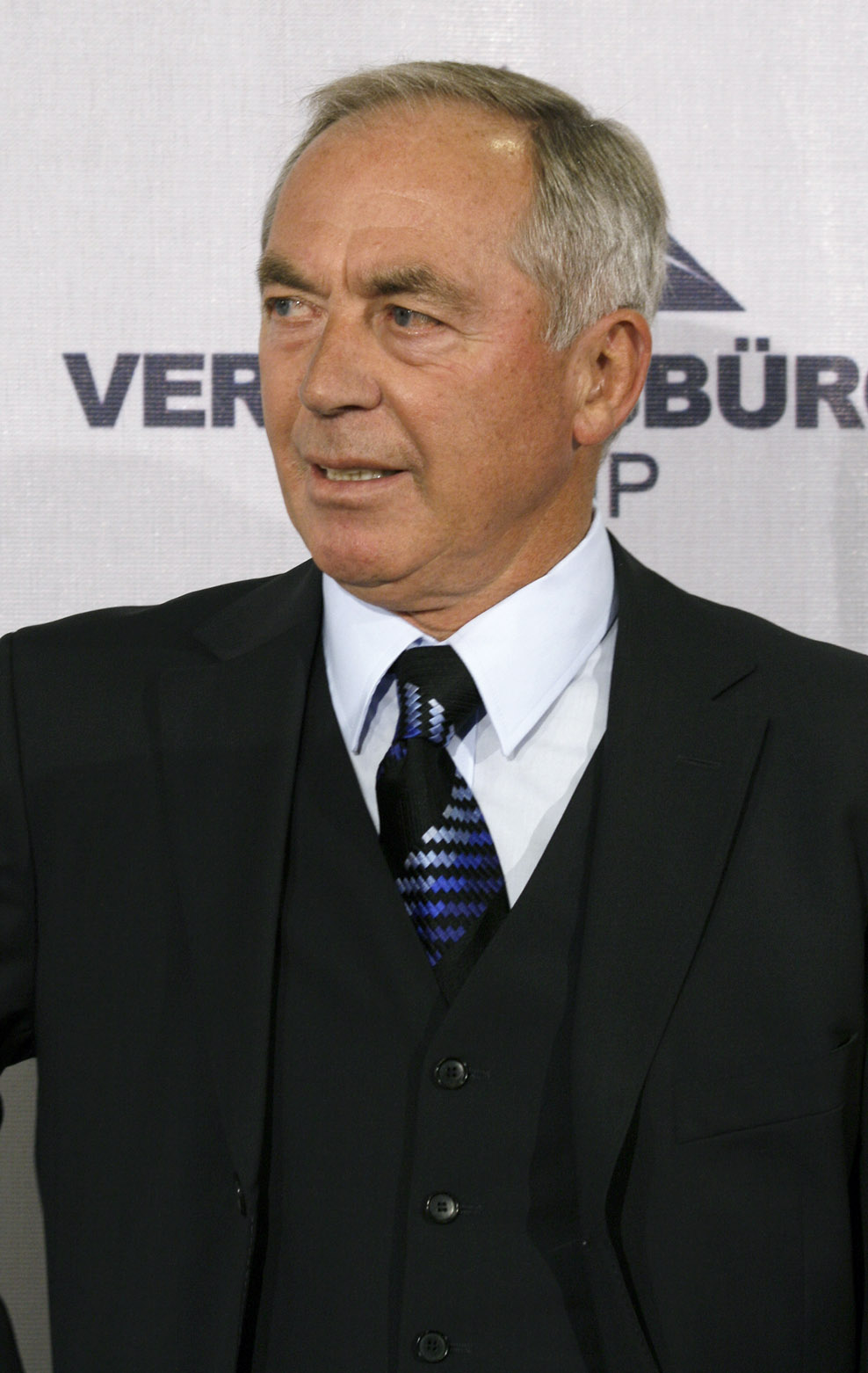
Schranz w 2008 r.

### Igrzyska olimpijskie
| Miejsce | Dzień       | Rok  | Miejscowość  | Konkurencja | Czas biegu | Strata | Zwycięzca         |
| ------- | ----------- | ---- | ------------ | ----------- | ---------- | ------ | ----------------- |
| 7.      | 21 lutego   | 1960 | Squaw Valley | Gigant      | 1:48,3     | +2,5   | Roger Staub       |
| 7.      | 22 lutego   | 1960 | Squaw Valley | Zjazd       | 2:06,0     | +3,2   | Jean Vuarnet      |
| 11.     | 31 stycznia | 1964 | Innsbruck    | Zjazd       | 2:18,16    | +2,82  | Egon Zimmermann   |
| 2.      | 2 lutego    | 1964 | Innsbruck    | Gigant      | 1:46,71    | +0,38  | François Bonlieu  |
| 24.     | 8 lutego    | 1964 | Innsbruck    | Slalom      | 2:11,13    | +10,45 | Josef Stiegler    |
| 5.      | 9 lutego    | 1968 | Grenoble     | Zjazd       | 1:59,85    | +2,04  | Jean-Claude Killy |
| 6.      | 12 lutego   | 1968 | Grenoble     | Gigant      | 3:29,28    | +3,80  | Jean-Claude Killy |
| DNQ     | 17 lutego   | 1968 | Grenoble     | Slalom      | 1:39,73    | –      | Jean-Claude Killy |

### Mistrzostwa świata
| Miejsce | Dzień       | Rok  | Miejscowość  | Konkurencja | Czas biegu | Strata     | Zwycięzca         |
| ------- | ----------- | ---- | ------------ | ----------- | ---------- | ---------- | ----------------- |
| 7.      | 21 lutego   | 1960 | Squaw Valley | Gigant      | 1:48,3     | +2,5       | Roger Staub       |
| 7.      | 22 lutego   | 1960 | Squaw Valley | Zjazd       | 2:06,0     | +3,2       | Jean Vuarnet      |
| 4.      | 12 lutego   | 1962 | Chamonix     | Slalom      | 2:21,67    | +2,56      | Charles Bozon     |
| 2.      | 15 lutego   | 1962 | Chamonix     | Gigant      | 1:38,97    | +0,15      | Egon Zimmermann   |
| 1.      | 18 lutego   | 1962 | Chamonix     | Zjazd       | 2:24,33    | -          | -                 |
| 1.      | 18 lutego   | 1962 | Chamonix     | Kombinacja  | 11,04 pkt  | -          | -                 |
| 11.     | 31 stycznia | 1964 | Innsbruck    | Zjazd       | 2:18,16    | +2,82      | Egon Zimmermann   |
| 2.      | 2 lutego    | 1964 | Innsbruck    | Gigant      | 1:46,71    | +0,38      | François Bonlieu  |
| 24.     | 8 lutego    | 1964 | Innsbruck    | Slalom      | 2:11,13    | +10,45     | Josef Stiegler    |
| 6.      | 8 lutego    | 1964 | Innsbruck    | Kombinacja  | 33,99 pkt  | +20,76 pkt | Ludwig Leitner    |
| 9.      | 7 sierpnia  | 1966 | Portillo     | Zjazd       | 1:34,40    | +2,13      | Jean-Claude Killy |
| 3.      | 10 sierpnia | 1966 | Portillo     | Gigant      | 3:19,42    | +0,98      | Guy Périllat      |
| DNF1    | 14 sierpnia | 1966 | Portillo     | Slalom      | 1:41,56    | -          | Carlo Senoner     |
| 5.      | 9 lutego    | 1968 | Grenoble     | Zjazd       | 1:59,85    | +2,04      | Jean-Claude Killy |
| 6.      | 12 lutego   | 1968 | Grenoble     | Gigant      | 3:29,28    | +3,80      | Jean-Claude Killy |
| DNQ     | 17 lutego   | 1968 | Grenoble     | Slalom      | 1:39,73    | –          | Jean-Claude Killy |
| DSQ2    | 8 lutego    | 1970 | Val Gardena  | Slalom      | 1:39,47    | -          | Jean-Noël Augert  |
| 1.      | 10 lutego   | 1970 | Val Gardena  | Gigant      | 4:19,19    | -          | -                 |
| 4.      | 15 lutego   | 1970 | Val Gardena  | Zjazd       | 2:24,57    | +0,89      | Bernhard Russi    |

### Puchar Świata

#### Miejsca w klasyfikacji generalnej
- sezon 1966/1967: 7.
- sezon 1967/1968: 8.
- sezon 1968/1969: 1.
- sezon 1969/1970: 1.
- sezon 1970/1971: 11.
- sezon 1971/1972: 8.

#### Zwycięstwa w zawodach
1. Val d’Isère – 12 grudnia 1968 (gigant)
2. Wengen – 11 stycznia 1969 (zjazd)
3. Kitzbühel – 18 stycznia 1969 (zjazd)
4. Sankt Anton am Arlberg – 1 lutego 1969 (zjazd)
5. Mont-Sainte-Anne – 15 marca 1969 (gigant)
6. Adelboden – 5 stycznia 1970 (gigant)
7. Megève – 23 stycznia 1970 (zjazd)
8. Garmisch-Partenkirchen – 1 lutego 1970 (zjazd)
9. Val Gardena – 10 lutego 1970 (gigant)
10. Val d’Isère – 12 grudnia 1971 (zjazd)
11. Kitzbühel – 14 stycznia 1972 (zjazd)
12. Kitzbühel – 15 stycznia 1972 (zjazd)

- 12 zwycięstw (8 zjazdów i 4 giganty)

#### Pozostałe miejsca na podium
1. Megève – 29 stycznia 1967 (slalom) – 3. miejsce
2. Wengen – 13 stycznia 1968 (zjazd) – 2. miejsce
3. Berchtesgaden – 3 stycznia 1969 (slalom) – 2. miejsce
4. Adelboden – 6 stycznia 1969 (gigant) – 3. miejsce
5. Waterville Valley – 21 marca 1969 (gigant) – 2. miejsce
6. Val d’Isère – 14 grudnia 1969 (zjazd) – 3. miejsce
7. Kitzbühel – 17 stycznia 1970 (gigant) – 3. miejsce
8. Heavenly Valley – 8 marca 1970 (gigant) – 3. miejsce
9. Voss – 13 marca 1970 (gigant) – 3. miejsce
10. Sestriere – 13 grudnia 1970 (zjazd) – 3. miejsce
11. Val d’Isère – 20 grudnia 1970 (zjazd) – 3. miejsce